# Ga Hòa Huỳnh
Ga Hòa Huỳnh là một nhà ga xe lửa tại xã Ninh An, thị xã Ninh Hòa, tỉnh Khánh Hòa. Nhà ga là một điểm trên tuyến đường sắt Bắc Nam tiếp nối sau ga Giã và trước ga Ninh Hòa. Lý trình ga: Km 1269 + 500.